# Топонимия Парагвая

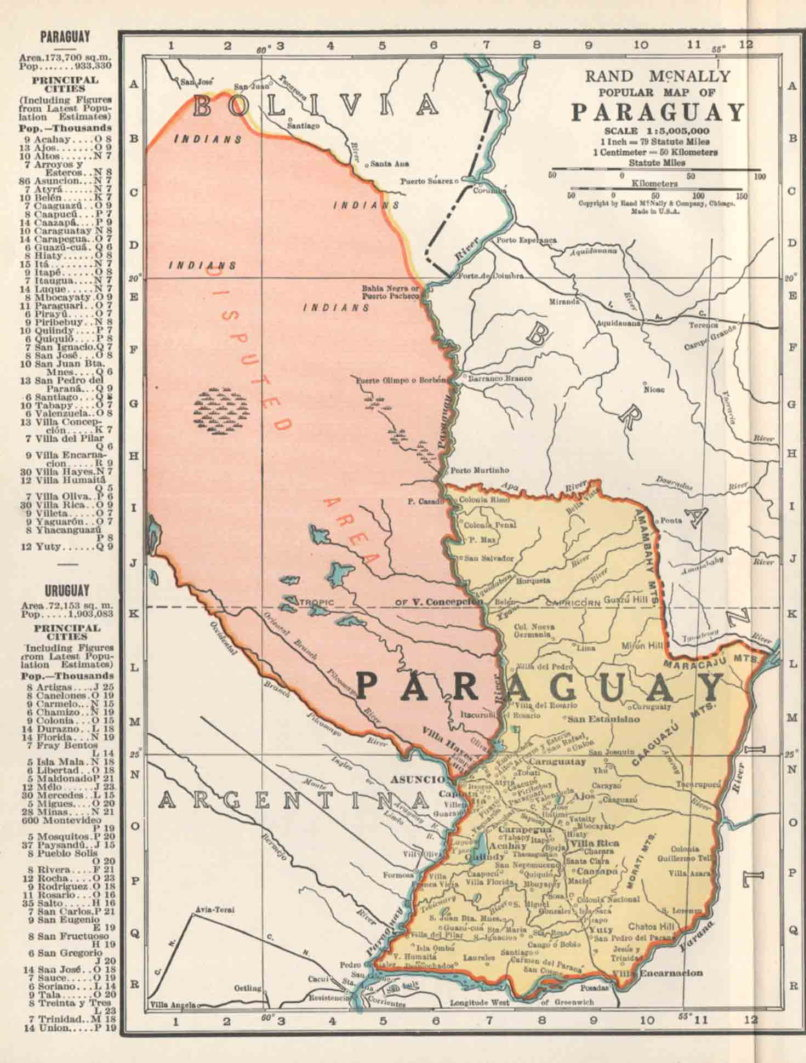
Карта Парагвая 1935 года

Топонимия Парагвая — совокупность географических названий, включающая наименования природных и культурных объектов на территории Парагвая. Структура и состав топонимии обусловлены такими факторами, как состав населения, история освоения и географическое положение.

## Название страны
Территория современного Парагвая в первой половине XVI века была захвачена испанскими завоевателями и с 1542 по 1640 годы входила в состав вице-королевство Перу, но уже в XVII веке выделена в генерал-губернаторство «Парагвай», названное так от гидронима Парагвай, который, в свою очередь, представляет собой наслоение основ из индейских языков — пара- и -гуай. В 1811 году провозглашено независимое государство под названием «Республика Парагвай» (исп. República del Paraguay), название страны с тех пор не менялось.

## Формирование и состав топонимии
По оценке В. А. Жучкевича, к моменту начала европейской колонизации Южной Америки местные топонимические системы начали формироваться лишь в Мексике и Центральных Андах, а восток континента, в том числе территория современного Парагвая, не имел постоянных поселений, в силу чего местная топонимия находилась на зачаточном, микротопонимическом уровне. Это обстоятельство обусловило структуру топонимии практически всех стран континента, в которой выделяется два основных пласта — коренные и европейские топонимы. При этом, поскольку коренное население Южной Америки несколько различалось по языковому составу, это вызвало и определённые различия в лексическом составе местных диалектов испанского языка. Так, довольно чётко ощутима разница в лексике вариантов испанского в Мексике, Чили и Парагвае.
Топонимия латиноамериканских стран, по мнению Жучкевича, довольно однородна и примерно наполовину состоит из названий европейского происхождения, и примерно в таком же количестве — из топонимов индейских языков трёх языковых групп:
- кечуа-аймара
- тупи-гуарани
- арауканский[2].

Для топонимии Парагвая в целом характерны многочисленные названия с основой из языка гуарани, особенно с элементом пара- («река»):Парана, Парагвай и другие. Для этого языка характерен также уменьшительный суффикс -мирим: Парамирим («речонка»). Особенно примечателен в этом плане гидроним «Парагвай», давший имя стране в целом. Название представляет собой наслоение двух компонент: пара- («река, большая полноводная река») и -гуай, что на языке тупи также означает «река»; таким образом, получается «двойной» гидроним, буквально означающий «река Река», что, впрочем, не является большой редкостью в гидронимии. Встречается (в частности, у В. А. Никонова) точка зрения, что гидроним «Парагвай» мог произойти от этнонима «парагуа», но, по мнению Е. М. Поспелова, распространенность гидронимии на пара- и -гуай даёт основание считать этноним вторичным по отношению к гидрониму, а не наоборот.
М.Радович выделяет в топонимии Парагвая следующие группы:
- топонимы автохтонного (индейского) происхождения, куда входят, например, Амамбай, Каакупе, Каагуасу, Капиата[исп.], Каасапа, Канендию, Гуайра, Итаугуа, Итапуа, Ита, Ньеэмбуку, Ньемби[исп.], Парагуари, многие из которых являются названиями департаментов и содержат форманты, происходящие из языков группы тупи-гуарани, фигурирующие также в Бразилии;
- топонимы испанского происхождения, куда входят так называемые «политические названия» — антропотопонимы, происходящие от имён военных и политических деятелей страны: Пресиденте-Аес (в честь 19-го президента США Ратерфорда Хейса), Пресиденте-Франко[исп.], Коронель-Овьедо, Фернандо-де-ла-Мора[исп.], Мариано-Роке- Алонсо[исп.], Педро-Хуан-Кабальеро. Сюда также следует отнести топонимы религиозной тематики: топономинации, мотивированные именами католических святых (Сан-Антонио[исп.], Сан-Лоренсо, Сан-Педро — департамент), а также связанные с христианскими понятиями (Консепсьон — город и департамент, Энкарнасьон). Радович выявила также топоним-гибрид, сочетающий испанский с индейским элементом — Альто-Парана[4].